# Chandules
Los chandules o guaraníes de las islas fueron la rama más meridional de los guaraníes que a la llegada de los primeros europeos al Río de la Plata en el siglo XVI vivían en las islas orientales y meridionales del delta del Paraná (al que llamaban Carapachay), la isla Martín García y en las costas adyacentes de la provincia de Buenos Aires en la República Argentina, principalmente al sur del río Paraná Guazú y hasta el río Reconquista. En sus incursiones al norte del Paraná Guazú penetraban en la actual provincia de Entre Ríos, alcanzando también las costas inmediatas del Uruguay.
Eran canoeros, cultivaban maíz, tabaco, mandioca, batata, maní, poroto y zapallo por el sistema de roza, es por ello que también fueron llamados guaraníes de las roxas. Pulían piedras y confeccionaban cerámicas. Vivían en grandes ranchos comunes de varias familias, generalmente a orillas de un río, hechos de troncos y recubiertos con ramas.

## Historia
En 1516 Juan Díaz de Solís y sus compañeros murieron y fueron devorados por indígenas en la costa uruguaya frente a la isla San Gabriel, hecho que fue históricamente adjudicado a los charrúas, pero debido a que estos no eran antropófagos y sus vecinos guaraníes sí, algunos autores afirman que fueron chandules, otros en cambio rechazan el relato de canibalismo.
Sebastián Caboto denominó chandules a los guaraníes que habitaban el delta del Paraná y a los que se hallaban en torno al fuerte de Sancti Spiritu, que fundó en 1527 a orillas del río Coronda junto a la desembocadura del río Carcarañá, llamados luego carcarañáes. Estos se hallaban en las islas ubicadas frente a la desembocadura del río Carcarañá en la provincia de Santa Fe e islas adyacentes en Entre Ríos. El cronista Luis Ramírez en su Carta de 1528 los llamó guarenís y chandris:

Aquí con nosotros está otra generación que son nuestros amigos, los cuales se llaman guarenís y por otro nombre chandris. Estos andan derramados por ésta tierra y por muchas otras, como corsarios, a causa de ser enemigos de todas éstas otras naciones y de otras muchas que adelante diré...

En su Ynformación de 1530 Caboto llamó también chandules a los guaraníes que habitaban en el Paraguay, que Diego García de Moguer en su Memoria aclara que eran los que habitaban el río Paraguay al norte de los agaces, y que Jaime Rasquin en su Memoria llama gandules.
Sobre el viaje que Diego García de Moguer realizó en el río Paraná en 1528 escribió en su Relación respecto de los guaraníes que abastecían a Sancti Spiritu:

... que se llamaba esta gente los Guarenies, é estos mantenian dos crystianos de la Fortaleza (...) abitan en las yslas otra generacion que se llama los Gurranies; estos comen carne humana, como arriba digo, tienen é matan mucho pescado, é abate, é siembran é cogen abate é calabazas...

Los chandules integraron la coalición indígena que se opuso a la primera fundación de Buenos Aires en 1536 por Pedro de Mendoza, tomando parte en el combate de Corpus Christi y en el sitio de la población. El cronista de la expedición, Ulrico Schmidl, los llama barenis en su obra Viaje al Río de la Plata:

Después de esto seguimos un mes todos juntos pasando grandes necesidades en la ciudad de Bonas Ayers hasta que pudieron aprestar los navíos. Por este tiempo los indios con fuerza y gran poder nos atacaron a nosotros y a nuestra ciudad de Bonas Ayers en número hasta de 23.000 hombres; constaban de cuatro naciones llamadas, carendies, barenis, zechuruas, y zechenais diembus.

Domingo Martínez de Irala en su Relación de abril de 1541 los denominó guaranys de las yslas:

... todos los yndios que por este rrio arriba ay q. biben en la Ribera del no son gente que siembran ny de ninguna policia son de guardarse mucho dellos especialmente al tpo del rescate porq estando avisados y los vergantines apartados de tierra algund tanto podran rrescatar con ellos y seran proveydos de pescado y de manteca e pellejos e carne ques lo q'llos tienen y pueden dar anse de guardar en todo de los guaranys de las yslas e quyrandys que son mortales enemigos nuestros (...) asymesmo corren la costa chanas y guaranys que son enemigos a los quales y a los quyrandis q. arriba digo les podra fazer todo el dagño q. pudiere por amystad o enmystad rrescatando con ellos o no rrescatando porq. asy hazen ellos.

En la relación de Francisco de Villalta hecha en 1556 menciona respecto de la fundación de Buenos Aires por Mendoza a los chandules como carabes, es decir caribes:

Llegado á la Isla que arriba digo el Gobernador mandó poblar el pueblo de Vuenos Aires ques de la otra vanda del Rio que dicen el Paraña esta tierra se llama Cabo Blanco es tierra despoblada, porque en más de 60 leguas no ai Indios que sean amigos sino son unos que llaman en otras Indias Carabes estos comen carne Humana son enemigos de Cristianos i lo han sido todos de la parte.

La Historia general y natural de las Indias, islas y tierra firme del mar océano fue publicada por Gonzalo Fernández de Oviedo en partes entre 1535 y 1557 con una relación sobre los guaraníes de la costa bonaerense e islas santafesinas:

En el parage de esta hay otra gente que se diçen guaranies, á la banda del Sur, que son caribes y comen carne humana, y haçen guerra á todas las otras nasçiones del rio, y son muy belicosos y flecheros, y su lengua muy diferente é apartada de las otras. Los chanastinbus son de alta estatura mas que los otros, y los guaranies son de estatura de los españoles: todos andan desnudos, salvo los tinbus que se cubren con los pellejos ya dichos (...) é tienen guerra con los baranis caribes; los quales tienen buenas canoas y las palas con remos luengos de á quinçe ó veynte palmos.

Francisco Ortiz de Vergara en su Relación a D. Juan de Ovando de enero de 1573, se refiere a los chandules de la siguiente manera:

Van a parar a san graviel que es una ysla pequeña que está media legua de la tierra firme; allí viven unos yndios que llaman guaraníes de las yslas; es gente muy belicosa y enemiga de españoles; de allí van a Santispíritus donde Gaboto tuvo su fortaleza...

Desaparecieron poco después de la segunda fundación de Buenos Aires por Juan de Garay en 1580, luego de que fueran vencidos en el combate de La Matanza y luego muchos de ellos repartidos en encomienda en el repartimiento del 28 de marzo de 1582. Al adelantado Juan Torres de Vera y Aragón le correspondieron 2 caciques (tubichás), que llama guaranís en las islas. 

Primeramente, al Señor Adelantado Juan de Torres de Vera y Aragón, en los Caciques Francisco, Eraan, Guaranís en las islas.

En los otros repartimientos de ese día es mencionado el cacique Taoabá como Guaraní de las islas del Paraná y otros 11 como de nación guaraní:  Aguaratin, Taypó, Yaguarey, Tiabe, Ayguay, Tatanó, Caruya, Mayrací, Pochian, Moropichan, y Purupí.
Luego de los repartimientos desaparecieron prontamente al ser diezmados por las pestes y el sistema de las encomiendas.